# Molly Elliot Seawell
Molly Elliot Seawell (Gloucester, 23 ottobre 1860 – Washington DC, 15 novembre 1916) è stata una scrittrice e storica statunitense, candidata al premio Nobel per la letteratura nel 1910 e 1911.

## Biografia
Era nipote del presidente John Tyler, e crebbe nella grande piantagione di famiglia. La sua istruzione avvenne principalmente a casa, dove imparò a cavalcare, suonare il pianoforte, ballare e a gestire la casa; era "lasciata libera in una biblioteca di buoni libri", che conteneva un'ampia selezione della letteratura del XVIII secolo. Leggeva i classici inglesi e le piaceva particolarmente la poesia. Non lesse alcun romanzo prima dei 17 anni; il primo fu Il vicario di Wakefield di Oliver Goldsmith. Suo padre, un famoso avvocato, morì quando Seawell raggiunse l'età adulta.

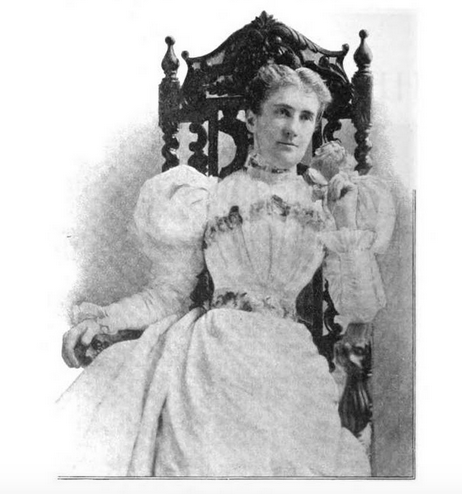
Molly Elliot Seawell (1898)

Seawell inviò alcuni racconti al Lippincott's Monthly Magazine, il cui direttore, William S. Walsh, ne riconobbe le qualità e la incoraggiò. I suoi primi racconti furono firmati con uno pseudonimo, finché i suoi amici non la convinsero a firmare con il suo vero nome, cosa che avvenne dopo la pubblicazione di Maid Marian. Si avventurò nel genere della letteratura per ragazzi quando inviò Little Jarvis a The Youth's Companion per contendersi il premio di 500 dollari.
Dopo la morte del padre, Seawell fece molti viaggi in Europa: i suoi viaggi la portarono nel Regno Unito di Gran Bretagna e Irlanda, in Francia, in Germania e nella Russia imperiale, alla ricerca di termali, alle quali Seawell attribuì il miglioramento di una malattia cronica agli occhi. Le sue estati in Europa, con ritorno a Washington in ottobre, divennero un appuntamento fisso. Questi viaggi ampliarono il materiale dei suoi soggetti letterari, che comprendevano il mare, l'Inghilterra, la Francia e l'Europa centrale.
La casa in cui Seawell viveva con la madre e la sorella minore Henrietta in P Street era un rinomato salotto: oltre a personaggi illustri dell'epoca, come il conte di Carlisle e sua figlia, Lady Dorothy Howard vi si intrattenevano artisti e scrittori. Dopo la morte della madre e in seguito della sorella Henrietta, Seawell morì di cancro nella sua casa il 15 novembre 1916, all'età di 56 anni.

## Scritti
La morte del padre, avvenuta quando aveva 20 anni spinse Molly Elliot Seawell, sua madre e la sorella minore Henrietta a trasferirsi da "The Shelter" a Gloucester a Norfolk e in seguito a Washington, DC. In quel periodo Seawell iniziò seriamente la sua carriera letteraria.
Inizialmente scrisse utilizzando pseudonimi (tra cui il patrizio "Foxcroft Davis" - i romanzi Mrs. Darrell e The Whirl - e il russo "Vera Sapoukhyn") fino alla pubblicazione del suo racconto Maid Marian nel 1886, un racconto che in seguito drammatizzò per l'attrice Rosina Vokes . Il suo primo romanzo, Hale-Weston, pubblicato nel 1889, fu molto letto e tradotto in tedesco. Questi successi diedero avvio alla sua carriera letteraria; secondo le sue stesse parole:
Nel 1890 Seawell ricevette un premio per un racconto breve. Cinque anni dopo, ricevette un premio di 3000 dollari dal New York Herald per un racconto.
La sua produzione letteraria comprende quaranta libri di narrativa, raccolte di racconti, saggistica e numerose rubriche politiche per quotidiani e saggi di New York. Tra i suoi saggi politici c'era un articolo del 1910 per The Atlantic Monthly in cui si opponeva al suffragio femminile, in cui parlava male anche dell'estensione del suffragio agli afroamericani dopo la guerra civile .

## Stile

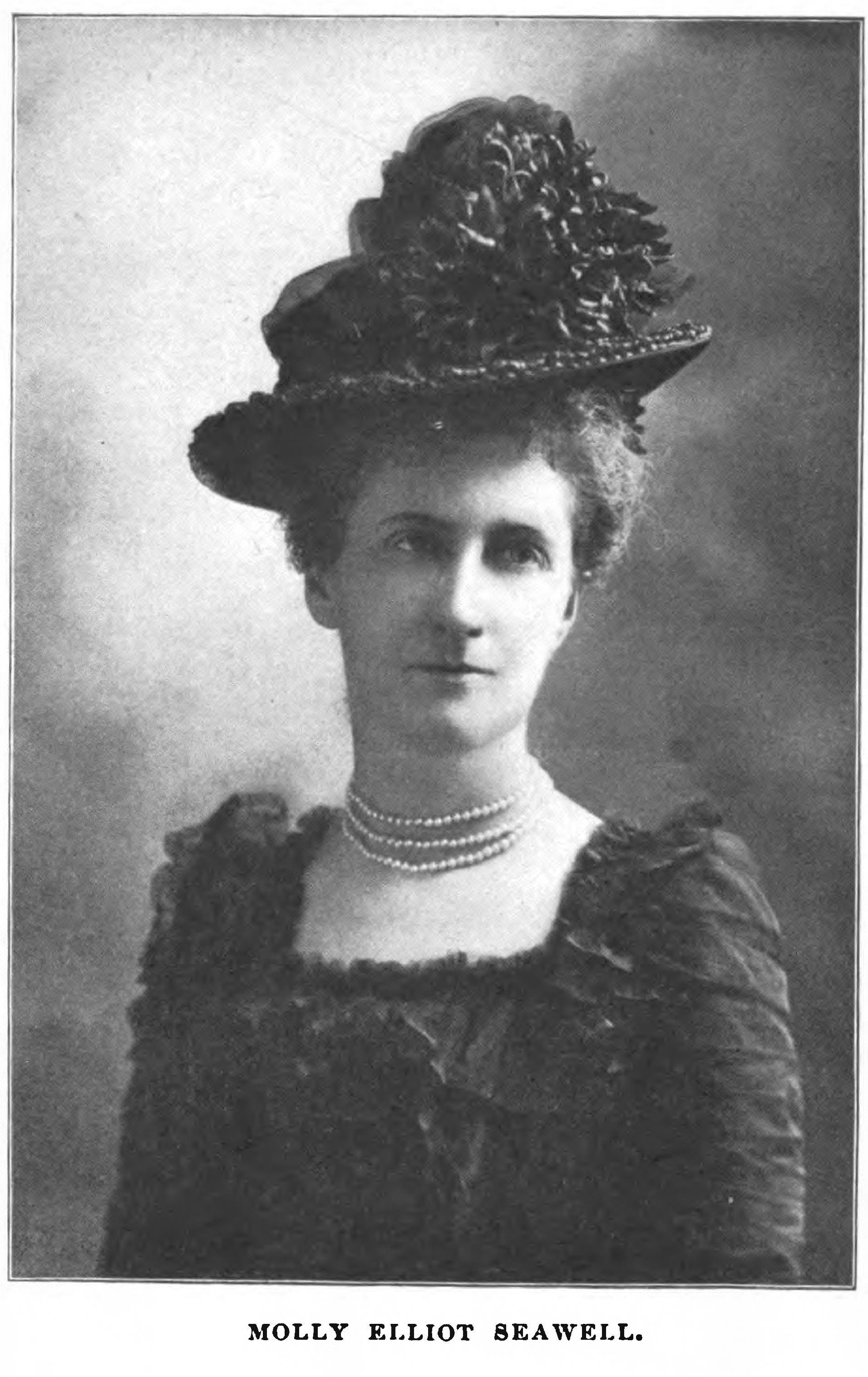
Molly Elliot Seawell 1902

La narrativa di Seawell può essere divisa in tre generi: narrativa regionale, romanzi rosa e libri per ragazzi (principalmente storie nautiche). Il loro punto di forza è la capacità di Seawell di caratterizzare i personaggi più che le sue trame. In un'intervista a Notman lei affermò: "La mia gente di solito mi sembra carne e sangue. Se non hanno il respiro della vita in loro all'inizio, nessuna quantità di lavoro può renderli reali". 
Mitchell in American Women Writers osserva in modo più critico: "La trama non è mai stata il suo punto forte, e le perfette signore e signori, il razzismo palese e il tono condiscendente sono interessanti solo perché riflettono valori un tempo diffusi".
Seawell fu molto letta ai suoi tempi e, all'inizio del XX secolo, fu inclusa nelle opere di riferimento standard sugli scrittori americani e tra le interviste di Otis Notman con William Dean Howells, Jack London e Theodore Dreiser del Times .

## Opere
- Throckmorton; Un romanzo (1890)
- Guardiamarina Paulding (New York, 1891)
- Paolo Jones (1892)
- Decatur e Somers (1893)
- I Berkeley e i loro vicini (1894)
- Una strana, triste commedia (1895)
- Il vivace romanzo di Marsac (1896)
- La storia dei pretendenti di Lady Betty Stair (1897)
- Un cavaliere della Virginia (1898)
- La roccia del leone (1898)
- Gli amori di Lady Arabella (1899)
- Le fortune di Fifi (1903) --(*trasformato in un film del 1917 Le fortune di Fifi )
- La signora Darrell (1905)
- La Vittoria (1906)
- Il vortice: un romanzo della società di Washington (1909)
- La battaglia delle donne (1910)
- Il Natale di Betty in Virginia (1914)